# Royal Spa Football Club
Maillots
Dernière mise à jour : 3 août 2017.
Le Royal Spa Football Club est un club de football belge basé à Spa en province de Liège, qui porte le matricule 60. 
Lors de la saison 2017-2018, il évolue en quatrième provinciale.
Lors de la saison 2018-2019, il loupe la montée en troisième provinciale à la suite de sa défaite au dernier match des barrages du tour final contre Rechain B (1-0)
Lors de la saison 2019-2020, la compétition est arrêtée en mars 2020 à cause de la pandémie de la Covid-19. À la suite de ses résultats, il monte en troisième provinciale arrachée grâce à ses quatre victoires consécutives depuis janvier 2020 dont trois d'affilée en déplacement.
La saison 2020-2021 reprend mais est définitivement interrompue au bout de la sixième journée à cause de la pandémie de Covid-19 (il a joué cinq matches sur 6 : 2D-1N-2V)
La saison 2021-2022 a repris normalement...et il commence par deux victoires...
Il a disputé au cours de son histoire 13 saisons dans les divisions nationales, dont 4 en troisième division.

## Historique
Des jeunes créent une équipe de football à Spa en 1897. Deux ans plus tard, elle intègre l'Union belge de football. Le 8 mai 1914, le club actuel voit le jour. Il obtient le titre de « Société Royale » le 14 avril 1939.

## Résultats dans les divisions nationales
Statistiques mises à jour le 7 mai 2014

### Bilan
| Niv | Divisions     | Jouées | Titres | TM Up | TM Down |
| --- | ------------- | ------ | ------ | ----- | ------- |
| I   | 1re nationale | 0      | 0      |       |         |
| II  | 2e nationale  | 0      | 0      |       |         |
| III | 3e nationale  | 4      | 0      |       |         |
| IV  | 4e nationale  | 9      | 0      | 1     |         |
| V   | 5e nationale  | 0      | 0      |       |         |
|     |               |        |        |       |         |
|     | TOTAUX        | 13     | 0      | 1     | 0       |

- TM Up : test-match pour départager des égalités, ou toutes formes de Barrages ou de Tour final pour une montée éventuelle.
- TM Down : test-match pour départager des égalités, ou toutes formes de Barrages ou de Tour final pour le maintien.

### Classements
| Ordre               | Saison  | Nom du club | Niveau                 | Classement final | Remarques             |
| ------------------- | ------- | ----------- | ---------------------- | ---------------- | --------------------- |
| 1                   | 1926-27 | Spa FC      | Promotion (D3) série B | 14e/14           | Relégué!              |
| séries régionales   |         |             |                        |                  |                       |
| 2                   | 1945-46 | R. Spa FC   | Promotion (D3) série D | 16e/18           | Relégué!              |
| séries régionales   |         |             |                        |                  |                       |
| 3                   | 1952-53 | R. Spa FC   | Promotion série C      | 16e/16           | Relégué!              |
| séries provinciales |         |             |                        |                  |                       |
| 4                   | 1965-66 | R. Spa FC   | Promotion série B      | 14e/16           | Relégué!              |
| séries provinciales |         |             |                        |                  |                       |
| 5                   | 2001-02 | R. Spa FC   | Promotion série D      | 2e/16            | Promu via tour final! |
| 6                   | 2002-03 | R. Spa FC   | Division 3 série B     | 11e/16           |                       |
| 7                   | 2003-04 | R. Spa FC   | Division 3 série B     | 16e/16           | Relégué!              |
| 8                   | 2004-05 | R. Spa FC   | Promotion série D      | 7e/16            |                       |
| 9                   | 2005-06 | R. Spa FC   | Promotion série D      | 15e/16           | Relégué!              |
| séries provinciales |         |             |                        |                  |                       |
| 10                  | 2007-08 | R. Spa FC   | Promotion série D      | 11e/16           |                       |
| 11                  | 2008-09 | R. Spa FC   | Promotion série D      | 9e/16            |                       |
| 12                  | 2009-10 | R. Spa FC   | Promotion série D      | 16e/16           | Relégué!              |
| séries provinciales |         |             |                        |                  |                       |
| 13                  | 2013-14 | R. Spa FC   | Promotion série D      | 15e/16           | Relégué!              |
| séries provinciales |         |             |                        |                  |                       |